# Évellys
Évellys község Franciaország Bretagne régiójában, Morbihan megyében. Új községként 2016. január 1-jén jött létre három korábbi község: Moustoir-Remungol, Naizin és Remungol egyesítésével. Lakosainak száma 3384 fő (2022. január 1.).

## Népesség
| Lakosok száma | 3542 | 3482 | 3477 | 3483 | 3446 | 3415 | 3384 |
|               | 2016 | 2017 | 2018 | 2019 | 2020 | 2021 | 2022 |